# 1937

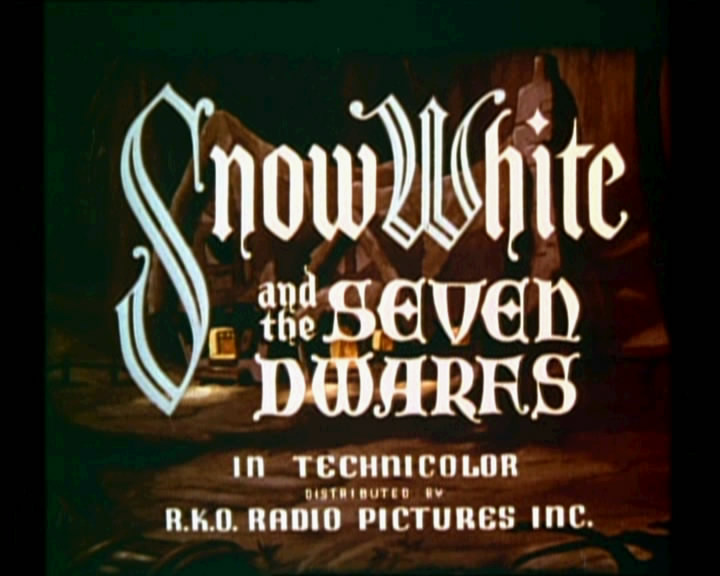
Sneeuwwitje en de zeven dwergen, ging op 21 december 1937 in première

Het jaar 1937 is een jaartal volgens de christelijke jaartelling.

## Gebeurtenissen
januari
- De Chinese Burgeroorlog wordt opgeschort vanwege de dreiging van een Japanse invasie.
- 1 - Anastasio Somoza García wordt president van Nicaragua.
- 7 - Prinses Juliana huwt prins Bernhard.
- 26 - In de Groot-Hamburgwet worden onder andere de Pruisische steden Altona, Harburg en Wandsbek bij de stad Hamburg gevoegd.

februari
- 5 - President Roosevelt wil het Hooggerechtshof van de Verenigde Staten uitbreiden van negen tot vijftien rechters. Zo hoopt hij het verzet van de "nine old men" tegen zijn hervormingen te breken.
- 13 - De Amerikaanse strip Prins Valiant verschijnt voor het eerst in de kranten van William Randolph Hearst.
- 16 - Wallace Carothers verkrijgt een octrooi op nylon.
- 19 - Er wordt een aanslag gepleegd op de Italiaanse gouverneur van Oost-Afrika Rodolfo Graziani in Addis Abeba, die hij ternauwernood overleeft. Als wraak voor deze aanslag worden zo'n 30.000 mensen doodgeschoten.
- 19 - Koningin Wilhelmina legt in een Koninklijk besluit vast dat rood, wit en blauw de kleuren van de vlag van het Koninkrijk der Nederlanden zijn. De regering drukt daarmee de campagne van de NSB voor het "oranje-blanje-bleu" de kop in.

maart
- 15 - In Chicago wordt de eerste bloedbank geopend.
- 16 - Willy Walden en Piet Muijselaar treden voor het eerst op als de dames Snip en Snap.
- 27 - Opening van het Stadion Feijenoord.
- maart - Doordat een van de rechters in het Hooggerechtshof van de Verenigde Staten zijn verzet tegen de New Deal opgeeft, ziet president Roosevelt af van zijn voornemen om een aantal extra rechters te benoemen. Deze gebeurtenis staat bekend als The switch in time that saved nine.

april
- 1 - De nieuwe Staatsregeling van Suriname wordt van kracht. De Koloniale Staten worden hernoemd in Staten van Suriname en uitgebreid van 13 naar 15 leden.
- 10 - Het nieuwe vlaggenschip van de Holland-Amerika Lijn de "Nieuw Amsterdam" wordt door Koningin Wilhelmina te water gelaten en gedoopt.
- 11 - Invoering van de nieuwe IJkwet, waarbij de Dienst van het IJkwezen in het leven wordt geroepen.
- 26 - Het Bombardement op Guernica.
- 27 - De Italiaanse dictator Mussolini richt de filmstudio Cinecittà in Rome op.

mei
- 6 - De Duitse zeppelin Hindenburg verongelukt op vliegveld Lakehurst bij New York.
- 6 - Eerste roeiwedstrijd op de Bosbaan in het Amsterdamse Bos.
- 7 - Zesduizend man Guardia de Asalto uit Valencia arriveren in Barcelona en nemen de macht in de stad over. De arbeidersmilities moeten hun wapens inleveren en worden verdeeld over het Volksleger. Vakbondsleden worden geweerd uit de politiemacht; de marxistische en anarchistische bladen staan onder zware censuur.
- 12 - De nieuwe Britse koning George VI wordt gekroond.
- 25 - Opening van de Wereldtentoonstelling van Parijs.
- 26 - In Dearborn (Michigan) breken rellen uit bij de River Rouge Plant, als geprobeerd wordt een vakbond voor de arbeiders van Ford op te richten.
- 27 - Opening van de Golden Gate Bridge in San Francisco.

juni
- 4 - Introductie van de winkelwagen door supermarkteigenaar Sylvan Goldman.
- 11 - De Sovjet-Russische maarschalk Toechatsjevski en vier andere opperbevelhebbers worden na een showproces terechtgesteld op beschuldiging van spionage voor Duitsland.
- 22 - Door een overwinning op Jim Braddock wordt de zwarte Amerikaan Joe Louis wereldkampioen boksen in het zwaargewicht.
- 24 - Beëdiging vierde kabinet-Colijn.

juli
- 2 - De Amerikaanse vliegenier Amelia Earhart verdwijnt boven de Grote Oceaan tijdens haar poging om als eerste vrouw rond de wereld te vliegen.
- 7 - De Britse Commissie-Peel presenteert een plan om het Mandaatgebied Palestina op te delen tussen Joden en Arabieren.
- 7 tot 9 - Het Marco Polobrugincident is de aanleiding voor de Tweede Chinees-Japanse Oorlog.
- 10 en 11 juli - De Nederlander J.K. Hoekstra vestigt het huidige Nederlandse record zweefvliegen (duurvlucht) door 24 uur en 3 minuten in de lucht te blijven.
- 14 - Oprichting Bossche Hockeyclub 's-Hertogenbosch.
- 19 - In München wordt de tentoonstelling van Entartete Kunst geopend. De schilder Max Beckmann, van wie 22 werken in de expositie zijn opgenomen, vlucht naar Amsterdam.
- 27 - Uitbreiding Parijse metrolijn 8 La Motte Picquet Grenelle - Balard.
- 30 - De topvoetballer Bep Bakhuys tekent een contract bij Stade de Reims.

Hij is de eerste Nederlander die in het buitenlandse betaald voetbal gaat uitkomen. 
- 31 - Koningin Wilhelmina opent de vijfde Wereldjamboree in Vogelenzang.
- 31 - Faroek I wordt gekroond als koning van Egypte en soeverein van Nubië en de Soedan. Hij volgt zijn in 1936 overleden vader Foead op.

augustus
- 1 - Oprichting van de Informatie Dienst Inzake Lectuur (IDIL), een dienst die de katholieke boekwinkels, bibliotheken en scholen gaat adviseren over de artistieke en morele kwaliteit van boeken.
- 15 - De Nederlandse minister van Oorlog Van Dijk geeft opdracht om zestien standaardkazernes te ontwerpen. Deze Boostkazernes zijn nodig wegens de verlenging van de dienstplicht van vijfenhalf naar elf maanden.
- 28 - De jonge Japanse industrieel Kiichiro Toyoda richt Toyota Motors op.

september
- 29 - De Nederlandse wielrenner Frans Slaats verbetert op de Vigorelli-baan in Milaan het werelduurrecord en brengt dit op 45,558 km/h.

oktober
- 1 - De Verenigde Staten verbieden de teelt en het bezit van Cannabis.
- 11 - Inwijding van de Sint-Baafskerk (Brugge).

november
- 6 - Italië sluit zich aan bij het Anti-Kominternpact.

december
- 13 - Begin Bloedbad van Nanking
- 21 - De eerste versie van het plan voor Fall Grün wordt door de Duitse militairen afgeleverd.
- 21 - Walt Disney brengt de eerste tekenfilm uit die langer dan een uur duurt: Sneeuwwitje en de zeven dwergen.
- 21 - In Zwitserland wordt het Strafwetboek aangenomen.

zonder datum
- Frank Whittle bouwt de eerste straalmotor voor vliegtuigen.
- Denemarken opent de Storstrøm Brug voor auto's en treinen tussen de eilanden Falster en Seeland.
- In Nederland stelt de SDAP een nieuw beginselprogramma vast. Eenzijdige ontwapening en afschaffing van de monarchie komen daarin niet meer voor.
- Amerikaanse artsen beschrijven voor het eerst het hyperventilatiesyndroom.

## Muziek
- 8 januari: eerste uitvoering van Strijkkwartet nr. 4 van Arnold Schönberg in Los Angeles
- 13 januari: eerste uitvoering van Symfonie in g mineur van Ernest John Moeran
- 16 januari: Benjamin Brittens Soirées musicales is voor het eerst te beluisteren (radio)
- 6 februari: eerste uitvoering van Concertino pour violoncelle et orchestre van Albert Roussel
- 4 april: eerste uitvoering van Strijktrio het Strijktrio van Albert Roussel
- 12 juli: eerste uitvoering van het Pianoconcert van Aram Chatsjatoerjan
- 27 augustus: Benjamin Brittens Variaties op een thema van Frank Bridge krijgt eerste publieke uitvoering
- 2 oktober: Arnold Bax' London pageant krijgt de eerste concertuitvoering
- 21 november: eerste uitvoering van symfonie nr. 5 van Dmitri Sjostakovitsj in Leningrad.
- 30 november: Andante uit het onvoltooide Blaastrio van Albert Roussel krijgt de eerste uitvoering in Parijs.
- 30 november: Ture Rangströms Ballade voor piano en orkest krijgt de eerste uitvoering

## Beeldende kunst

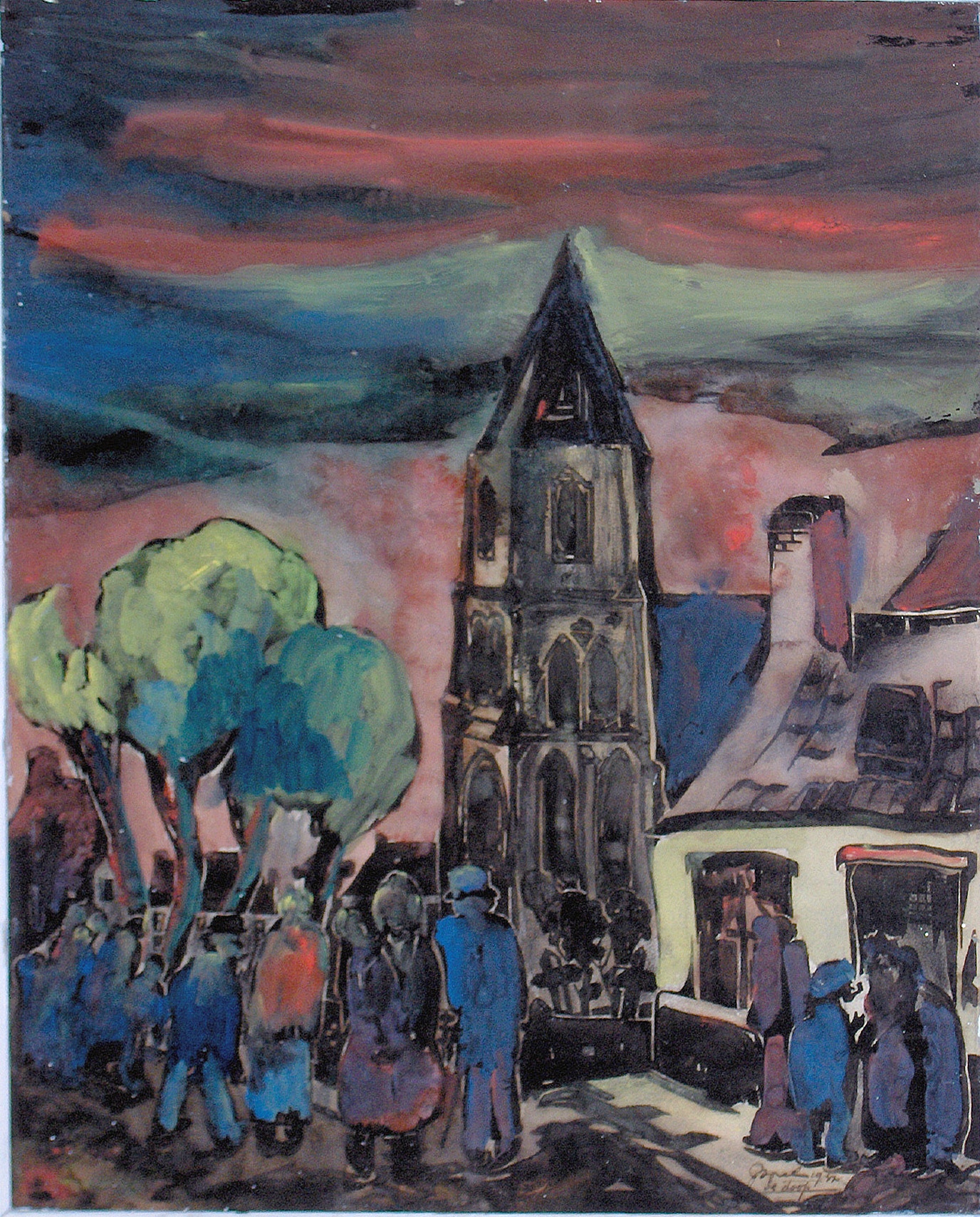
De Doop (dorpsgezicht) (1937), Gustaaf Sorel

## Bouwkunst
- In Rotterdam komt het Stadion Feijenoord, ontworpen door de architecten Brinkman & Van der Vlugt gereed
- In San Francisco komt de Golden Gate Bridge gereed, ontworpen door Joseph B. Strauss

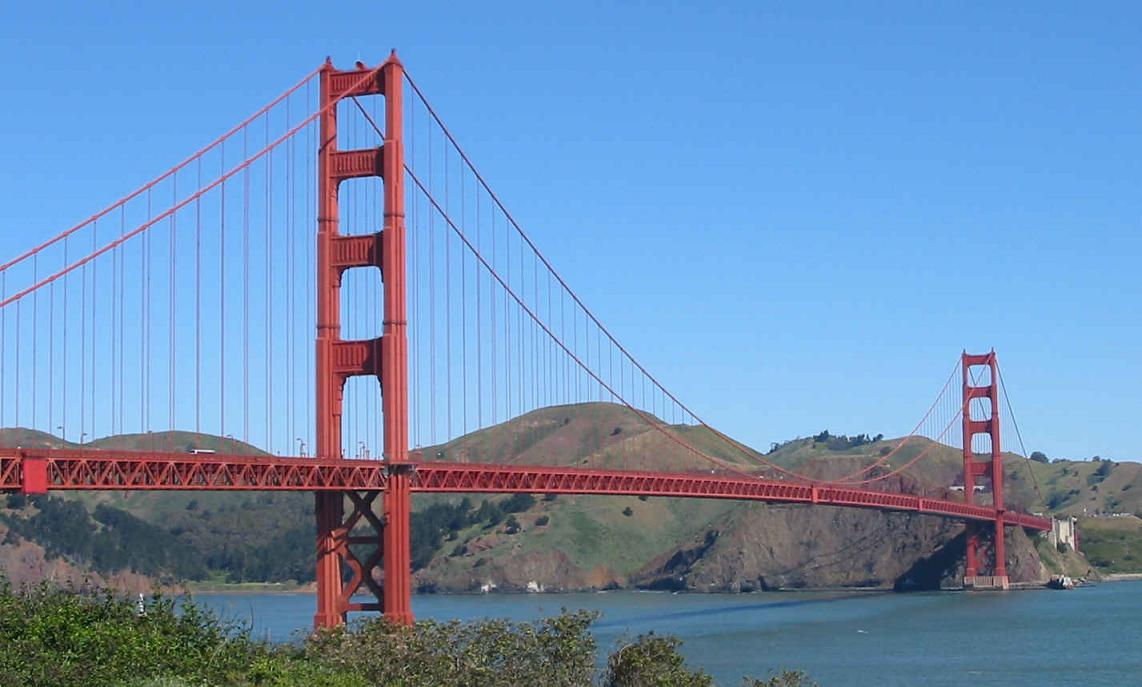
Golden Gate Bridge, Joseph B. Strauss
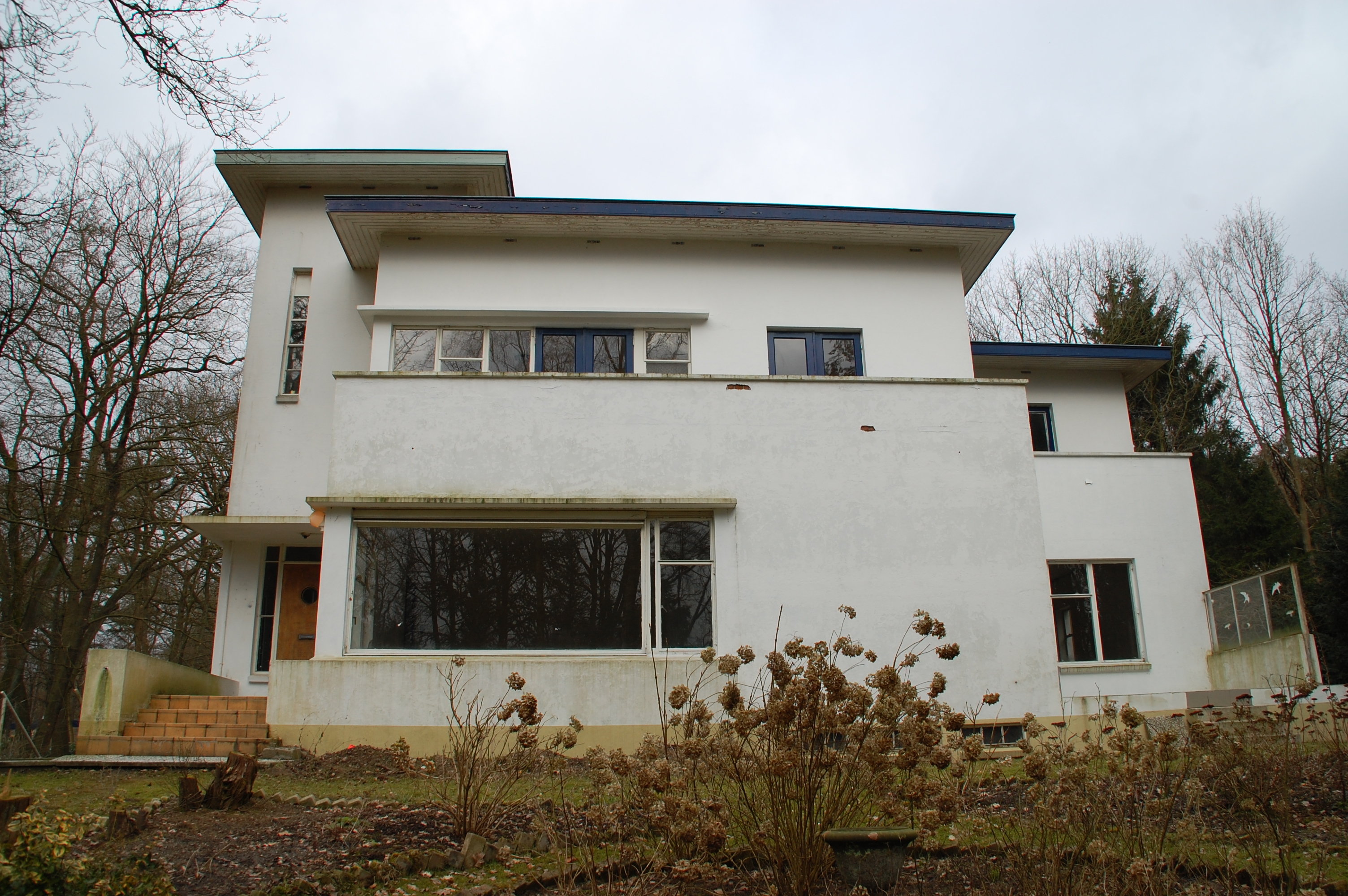
Woonhuis Amersfoort (1937), J.H. Blom
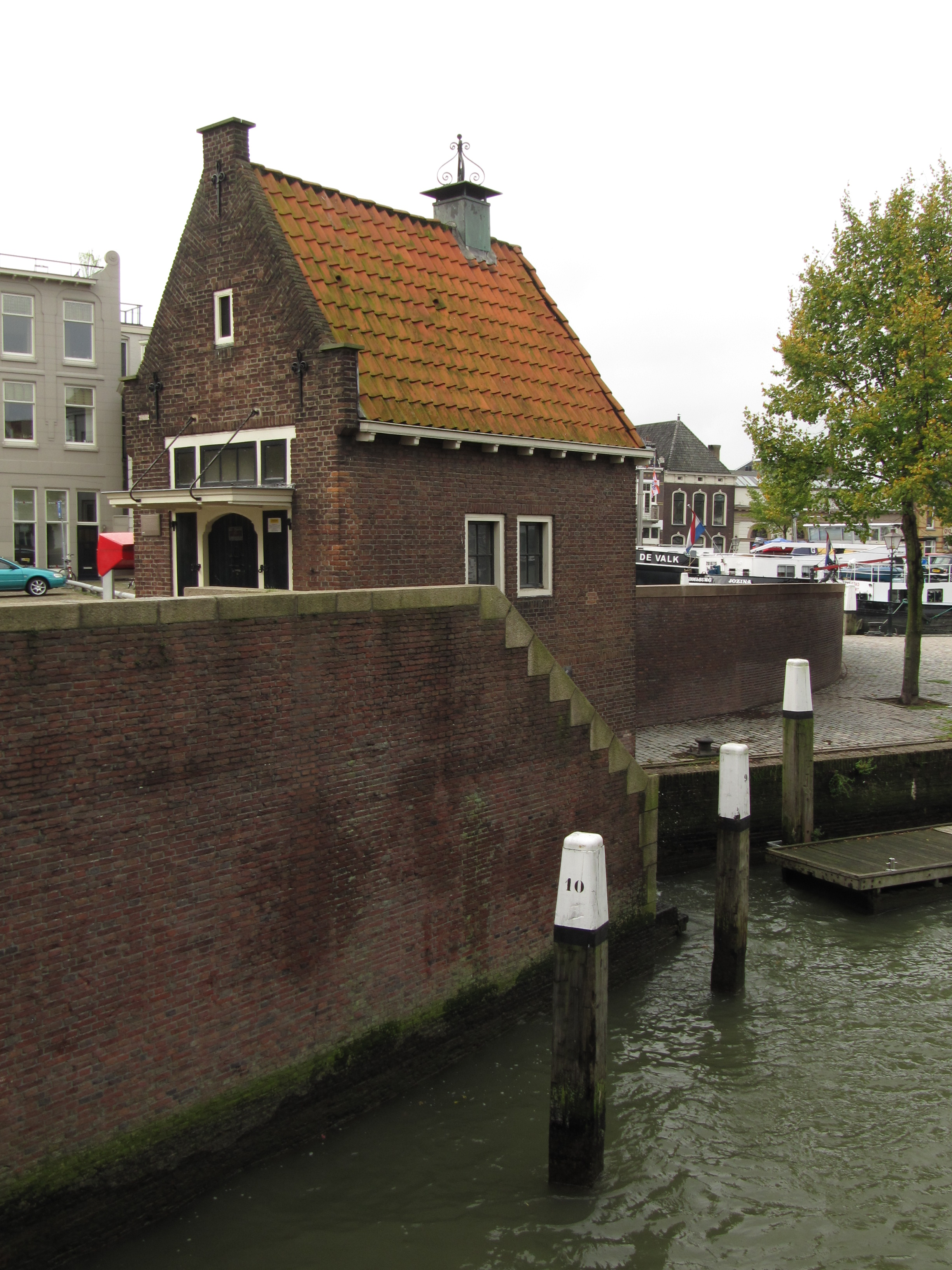
Brugwachtershuisje Dordrecht (1937), A.J. Argelo

## Geboren

### januari
- 1 - Antonio Cassese, Italiaans rechter en hoogleraar (overleden 2011)
- 1 - Jan Keja, Nederlands regisseur (overleden 2024)
- 1 - Suzy Kendall, Brits actrice
- 1 - Mieke Verheyden, Belgisch actrice (overleden 2011)
- 2 - Martin Lauer, Duits atleet en schlagerzanger (overleden 2019)
- 2 - Imerio Massignan, Italiaans wielrenner (overleden 2024)
- 2 - Martin Ros, Nederlands uitgever en boekrecensent (overleden 2020)
- 3 - Glen A. Larson, Amerikaans schrijver van televisieseries en televisieproducent (overleden 2014)
- 3 - Niceas Schamp, Belgisch buitengewoon hoogleraar, licentiaat en voorzitter
- 4 - Dyan Cannon, Amerikaans actrice, regisseur, producer, scenarioschrijver en filmmonteur
- 6 - Luigi Arienti, Italiaans wielrenner (overleden 2024)
- 6 - Els Blaak-Schuitevoerder, Nederlands burgemeester (overleden 2024)
- 6 - Paolo Conte, Italiaans zanger
- 6 - Ludvík Daněk, Tsjecho-Slowaaks atleet (overleden 1998)
- 6 - Harri Holkeri, Fins politicus en diplomaat (overleden 2011)
- 7 - Kasper Kardolus, Nederlands sabelschermer en schermleraar (overleden 2022)
- 8 - Shirley Bassey, Welsh zangeres
- 10 - Gianni Celati, Italiaans schrijver en vertaler (overleden 2022)
- 12 - Jan van der Graaf, Nederlands ingenieur en kerkbestuurder (overleden 2022)
- 12 - Mikheil Meskhi, Georgisch voetballer (overleden 1991)
- 13 - Archibald MacKinnon, Canadees roeier
- 13 - Hajé Schartman, Nederlands winkelier en politicus (overleden 2008)
- 14 - J. Bernlef, Nederlands schrijver en dichter (overleden 2012)
- 14 - Leo Kadanoff, Amerikaans natuurkundige (overleden 2015)
- 14 - Bent Mejding, Deens acteur, toneelspeler, regisseur en theaterdirecteur (overleden 2024)
- 15 - Margaret O'Brien, Amerikaans actrice; voormalig kindster
- 16 - Conny Vandenbos, Nederlands zangeres (overleden 2002)
- 18 - Yukio Endo, Japans gymnast (overleden 2009)
- 18 - John Hume, Noord-Iers politicus (overleden 2020)
- 19 - Brian Miller, Engels voetballer (overleden 2007)
- 19 - Birgitta van Zweden, Zweeds prinses (overleden 2024)
- 21 - Ludwig Hoffmann von Rumerstein, Oostenrijks advocaat en bestuurder (overleden 2022)
- 22 - Edén Pastora, Nicaraguaans guerrillastrijder en politicus (overleden 2020)
- 22 - Arie Ribbens, Nederlands zanger (overleden 2021)
- 24 - Hans Muller, Nederlands waterpolospeler (overleden 2015)
- 26 - Flor Bex, Belgisch kunstkenner
- 27 - Fred Åkerström, Zweeds zanger (overleden 1985)
- 28 - Julius Vischjager, Nederlands politiek journalist en uitgever (overleden 2020)
- 30 - Bruce Johnstone, Zuid-Afrikaans autocoureur ( overleden 2022)
- 30 - Vanessa Redgrave, Brits actrice
- 30 - Boris Spasski, Russisch schaker (overleden 2025)
- 31 - Philip Glass, Amerikaans componist

### februari
- 1 - Don Everly, Amerikaans musicus (overleden 2021)
- 1 - Ray Sawyer, Amerikaans popzanger (Dr. Hook) (overleden 2018)
- 2 - Lea Ackermann, Duits ordezuster (overleden 2023)
- 2 - Hans Keller, Nederlands journalist en programmamaker (overleden 2019)
- 4 - John Devitt, Australisch zwemmer (overleden 2023)
- 4 - Piet van Hout, Nederlands burgemeester (overleden 2007)
- 4 - Magnar Solberg, Noors biatleet
- 4 - Willemijn Stokvis, Nederlands kunsthistorica
- 5 - Gaston Roelants, Belgisch atleet
- 6 - Theo Sijthoff, Nederlands wielrenner en modeontwerper (overleden 2006)
- 7 - Will van Selst, Nederlands acteur (overleden 2009)
- 7 - Jean Van Slype, Belgisch atleet
- 8 - Manfred Krug, Duits acteur en zanger (overleden 2016)
- 8 - Wiel Vossen, Nederlands burgemeester (overleden 2012)
- 9 - William Lawvere, Amerikaans wiskundige (overleden 2023)
- 10 - Roberta Flack, Amerikaans zangeres (overleden 2025)
- 11 - Cēzars Ozers, Sovjet- en Lets basketbalspeler (overleden 2023)
- 12 - Charles Dumas, Amerikaans atleet (overleden 2004)
- 12 - Sipke van der Land, Nederlands predikant en televisiepresentator (overleden 2015)
- 12 - Anatole Novak, Frans wielrenner (overleden 2022)
- 12 - Victor Emanuel van Savoye, Italiaans prins (overleden 2024)
- 13 - Rupiah Banda, president van Zambia 2008-2011 (overleden 2022)
- 14 - Hans Bulte, Nederlands politicus
- 15 - Coen Moulijn, Nederlands voetballer (overleden 2011)
- 16 - Wim de Meijer, Nederlands acteur (overleden 1993)
- 19 - Fred Van Hove, Belgisch jazzmuzikant (overleden 2022)
- 20 - David Acevedo, Argentijns voetballer
- 20 - Dolph Kohnstamm, Nederlands psycholoog en publicist
- 20 - Roger Penske, Amerikaans autocoureur en raceteameigenaar
- 20 - Joop Stokkermans, Nederlands pianist en componist (overleden 2012)
- 21 - Ron Clarke, Australisch atleet (overleden 2015)
- 21 - Harald V van Noorwegen, Noors koning
- 24 - Jef Jurion, Belgisch voetbaltrainer en oud-voetballer
- 25 - Gyula Zsivótzky, Hongaars atleet (overleden 2007)
- 27 - Barbara Babcock, Amerikaans actrice
- 27 - Jim Bradbury, Brits historicus (overleden 2023)
- 27 - Rudi van Dalm, Nederlands zanger

### maart

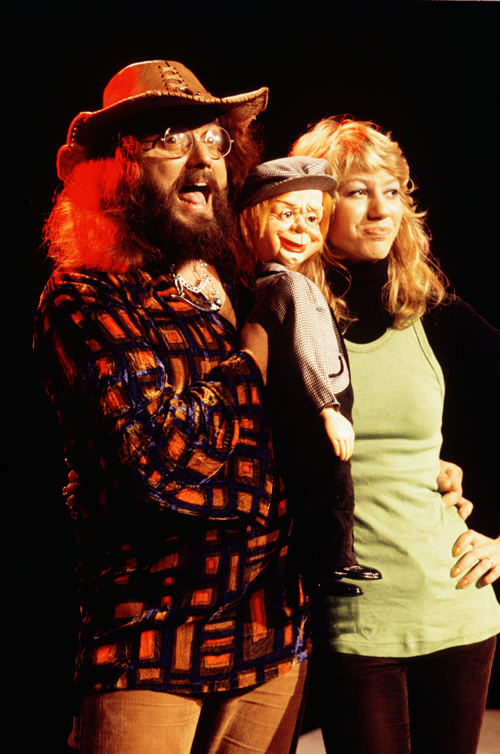
Mouth (geboren 31 maart 1937) & MacNeal in 1971

- 1 - Jimmy Little, Australisch zanger en acteur (overleden 2012)
- 2 - Abdelaziz Bouteflika, Algerijns president 1999-2019 (overleden 2021)
- 5 - André Damseaux, Waals-Belgisch politicus, journalist en ondernemer (overleden 2007)
- 5 - Carol Sloane, Amerikaans jazzzangeres (overleden 2023)
- 6 - Jos van Kemenade, Nederlands politicus (PvdA) (overleden 2020)
- 6 - Valentina Teresjkova, Russisch kosmonaute, eerste vrouw in de ruimte
- 7 - Pim Korver, Nederlands documentairemaker en fotograaf (overleden 2012)
- 9 - Brian Redman, Brits autocoureur
- 10 - Vjatsjeslav Chrynin, Russisch basketballer (overleden 2021)
- 10 - María Kodama, Argentijns dichteres (overleden 2023)
- 11 - Gennadi Goesarov, Sovjet-Russisch voetballer en trainer (overleden 2014)
- 11 - Lorne Loomer, Canadees roeier (overleden 2017)
- 11 - Aleksandra Zabelina, Russisch schermster (overleden 2022)
- 12 - Carlo Bonomi, Italiaans clown en stemacteur (overleden 2022)
- 12 - Zoltán Horváth, Hongaars schermer (overleden 2025)
- 12 - Doris Van Caneghem, Belgisch actrice
- 15 - Richard Klinkhamer, Nederlands schrijver, bekend als moordenaar van zijn vrouw (overleden 2016)
- 16 - Peter Kreeft, Amerikaans filosoof en theoloog
- 16 - Attilio Nicora, Italiaans kardinaal (overleden 2017)
- 17 - Joke Hagelen, Nederlands hoorspelactrice (overleden 2020)
- 17 - Helmut Müller, Duits voetballer
- 18 - Rudi Altig, Duits wielrenner (overleden 2016)
- 18 - Laurens Jan Brinkhorst, Nederlands politicus (D66), minister en diplomaat
- 18 - Valentin Vermeersch, Belgisch kunsthistoricus en museumdirecteur (overleden 2020)
- 19 - Clarence 'Frogman' Henry, Amerikaans zanger (overleden 2024)
- 19 - Egon Krenz, Oost-Duits politicus
- 21 - Tij Kools, Nederlands schrijver, uitgever en publicist (overleden 2016)
- 21 - Werner Quintens, Belgisch geestelijke (overleden 2005)
- 22 - Angelo Badalamenti, Amerikaans componist (overleden 2022)
- 22 - Armin Hary, Duits atleet
- 22 - Emerich Jenei, Roemeens voetballer en voetbalcoach
- 24 - Bertha Hertogh, Nederlandse vrouw wier adoptie in 1950 leidde tot etnische rellen in Singapore (overleden 2009)
- 24 - Frits Lambrechts, Nederlands acteur
- 24 - Lloyd Erskine Sandiford, Barbadiaans politicus (overleden 2023)
- 24 - Alfred Vreven, Belgisch politicus (overleden 2000)
- 25 - Sylvia Anderson, Brits stemactrice en producer (overleden 2016)
- 26 - Karl van Hessen, Duits aristocraat (overleden 2022)
- 26 - Ahmed Qurei, Palestijns politicus (overleden 2023)
- 27 - Alan Hawkshaw, Brits componist en uitvoerend musicus (overleden 2021)
- 29 - Roberto Chabet, Filipijns kunstenaar (overleden 2013)
- 30 - Warren Beatty, Amerikaans acteur
- 31 - Willem Duyn, Nederlands zanger (Mouth & MacNeal) (overleden 2004)

### april
- 4 - Chris Coenen, Nederlands voetballer (overleden 2023)
- 5 - Colin Powell, Amerikaans minister van Buitenlandse Zaken onder president George W. Bush (overleden 2021)
- 5 - Andrzej Schinzel, Pools wiskundige, bekend door hypothese H (overleden 2021)
- 5 - Arie Selinger, Israëlisch volleybalcoach
- 5 - Maryanne Trump Barry, Amerikaans rechter en advocaat (overleden 2023)
- 11 - Greet Versterre, Nederlands atlete (overleden 2016)
- 12 - Barbara Aland, Duits theoloog (overleden 2024)
- 12 - Carlos Daled, Belgisch politicus (overleden 2012)
- 13 - Edward Fox, Brits acteur
- 15 - Jerre Hakse, Nederlands beeldend kunstenaar (overleden 2024)
- 17 - Guus Haak, Nederlands voetballer
- 18 - Jan Kaplický, Tsjechisch-Brits architect (overleden 2009)
- 19 - Joseph Estrada, Filipijns president
- 20 - Jozef Deleu, Belgisch schrijver
- 20 - Doris Matte, Amerikaans cajun-accordeonist (overleden 2011)
- 20 - Théo Stendebach, Luxemburgs voetballer en politicus
- 21 - Vadym Hladoen (1937-2024), Oekraïens basketballer
- 22 - Jack Nicholson, Amerikaans acteur
- 23 - Victoria Glendinning, Brits romanschrijfster, biografe en literatuurcritica
- 24 - Reinhold Joest, Duits autocoureur
- 26 - Manga, Braziliaans voetballer (overleden 2025)
- 28 - Saddam Hoessein, Iraaks president/dictator (overleden 2006)
- 29 - Wannes Van de Velde, Belgisch zanger, dichter en beeldend kunstenaar (overleden 2008)
- 29 - Ysbrant van Wijngaarden, Nederlands kunstschilder (overleden 2021)

### mei
- 1 - Una Stubbs, Brits actrice en danseres (overleden 2021)
- 2 - Lorenzo Music, Amerikaans acteur, stemacteur, schrijver, televisieproducer en muzikant (overleden 2001)
- 2 - Tony van Verre, Nederlands programmamaker en liedjesschrijver (overleden 2000)
- 4 - Wim Verstappen, Nederlands filmregisseur (overleden 2004)
- 5 - Rob van Gennep, Nederlands uitgever (overleden 1994)
- 5 - Keith St. John, Brits autocoureur
- 5 - Trần Đức Lương, Vietnamees politicus (overleden 2025)
- 6 - Rubin Carter, Amerikaans bokser (overleden 2014)
- 7 - Pierre Heijboer, Nederlands journalist (overleden 2014)
- 8 - Thomas Pynchon, Amerikaans auteur
- 9 - Sonny Curtis, Amerikaans zanger, gitarist, violist en songwriter
- 9 - Dave Prater, Amerikaans zanger, helft van het duo Sam & Dave
- 10 - Jean Houston, Amerikaans schrijfster
- 10 - Arthur Kopit, Amerikaans toneelschrijver (overleden 2021)
- 10 - Tamara Press, Oekraïens kogelstootster en discuswerpster (overleden 2021)
- 12 - George Carlin, Amerikaans komiek, acteur en publicist (overleden 2008)
- 12 - Jai Ram Reddy, Fijisch jurist en politicus (overleden 2022)
- 13 - Trevor Baylis, Engels uitvinder, stuntman en zwemkampioen (overleden 2018)
- 13 - Roger Zelazny, Amerikaans schrijver (overleden 1995)
- 14 - Vic Flick, Brits gitarist (overleden 2024)
- 14 - Eric Herfst, Nederlands cabaretier (overleden 1985)
- 14 - Ferd Hugas, Nederlands acteur en scenarioschrijver (overleden 2025)
- 15 - Madeleine Albright, Amerikaans politica (overleden 2022)
- 15 - Dale Greig, Schots atlete (overleden 2019)
- 15 - Nol Hendriks, Nederlands ondernemer en sportbestuurder (overleden 2017)
- 15 - Trini Lopez, Amerikaans zanger (overleden 2020)
- 16 - Paul Geerts, Belgisch striptekenaar
- 16 - Henk Pleket, Nederlands zanger (overleden 2011)
- 16 - Antonio Rattín, Argentijns voetballer
- 19 - Carel Muller, Nederlands psychotherapeut (overleden 2020)
- 19 - Ben Rowold, Nederlands cabaretier en tekstschrijver (overleden 1984)
- 22 - Richard Kenneth Brummitt, Brits botanicus (overleden 2013)
- 22 - Facundo Cabral, Argentijns singer-songwriter (overleden 2011)
- 22 - John Frederick Dewey, Brits structureel geoloog
- 22 - Guy Marchand, Frans acteur, zanger en musicus (overleden 2023)
- 22 - Viktor Ponedelnik, Russisch voetballer (overleden 2020)
- 29 - Alwin Schockemöhle, Duits springruiter
- 30 - Hans de Boer, Nederlands politicus en burgemeester
- 30 - Corry van der Linden, Nederlands hoorspel- en stemactrice (overleden 2015)

### juni
- 1 - Morgan Freeman, Amerikaans acteur
- 1 - Colleen McCullough, Australisch schrijver (overleden 2015)
- 2 - Sally Kellerman, Amerikaans actrice (overleden 2022)
- 3 - Grachan Moncur III, Amerikaans jazztrombomist (overleden 2022)
- 4 - Freddy Fender, Amerikaans musicus (overleden 2006)
- 4 - Mark Whitecage, Amerikaans jazzmusicus (overleden 2021)
- 7 - Roberto Blanco, Duits schlagerzanger en acteur
- 8 - Bruce McCandless, Amerikaans ruimtevaarder (overleden 2017)
- 11 - Robin Warren, Australisch patholoog en Nobelprijswinnaar (overleden 2024)
- 13 - Raymundo Punongbayan, Filipijns geoloog en vulkanoloog (overleden 2005)
- 13 - Erich Ribbeck, Duits voetballer en voetbalcoach
- 15 - Waylon Jennings, Amerikaans countryzanger en gitarist (overleden 2002)
- 16 - Simeon van Saksen-Coburg en Gotha, tsaar van Bulgarije, later politicus
- 19 - Anita Strindberg, Zweeds actrice
- 21 - Donald Dean, Amerikaans jazz-drummer
- 21 - Herbert Krug, Duits ruiter (overleden 2010)
- 23 - Martti Ahtisaari, Fins diplomaat en politicus (overleden 2023)
- 23 - Viktor Gjika, Albanees filmregisseur (overleden 2009)
- 24 - Anita Desai, Indiaas auteur
- 25 - Nawaf al-Ahmad al-Jaber al-Sabah, emir van Koeweit (overleden 2023)
- 26 - Henk van der Meyden, Nederlands journalist en theaterproducent
- 26 - Robert Coleman Richardson, Amerikaans natuurkundige en Nobelprijswinnaar (overleden 2013)
- 27 - Givi Tsjocheli, Sovjet-Georgisch voetballer en trainer (overleden 1994)
- 28 - Richard Bright, Amerikaans acteur (overleden 2006)
- 28 - Georgios Zaimis, Grieks zeiler (overleden 2020)
- 29 - Eva Maria Pracht, Duits-Canadees amazone (overleden 2021)
- 30 - Gideon Ezra, Israëlisch politicus (overleden 2012)
- 30 - Hein van der Gaag, Nederlands pianist en componist (overleden 2022)

### juli
- 1 - Milo Sarens, Belgisch bokser (overleden 2020)
- 2 - Jan Buijs, voorman van Electric Johnny & The Skyriders (overleden 2010)
- 2 - Polly Holliday, Amerikaans actrice
- 2 - Oleg Shenin, Russisch communistisch leider (overleden 2009)
- 3 - Tom Stoppard, Brits toneelschrijver
- 4 - Frans Aerenhouts, Belgisch wielrenner (overleden 2022)
- 4 - Robbie van Erven Dorens, Nederlands (amateur)golfer (overleden 2020)
- 4 - Koningin Sonja Haraldsen van Noorwegen
- 5 - Hélène Cixous, Frans schrijfster, dichteres, filosofe en vertaalster
- 5 - Jo de Roo, Nederlands wielrenner
- 6 - Vladimir Asjkenazi, Russisch pianist en dirigent
- 6 - Ned Beatty, Amerikaans acteur (overleden 2021)
- 6 - Jan Welmers, Nederlands componist en organist (overleden 2022)
- 8 - Kate Jobson, Zweeds zwemster
- 8 - Ben Muthofer, Duits beeldhouwer en graficus (overleden 2020)
- 9 - David Hockney, Brits beeldend kunstenaar
- 11 - Dolf de Vries, Nederlands acteur en schrijver (overleden 2020)
- 12 - Raymond Ceulemans, Belgisch biljarter
- 12 - Bill Cosby, Amerikaans komiek en zanger
- 12 - Evert Hartman, Nederlands schrijver (overleden 1994)
- 12 - Robert McFarlane, Amerikaans nationaal veiligheidsadviseur (overleden 2022)
- 13 - Kitty Courbois, Nederlands actrice (overleden 2017)
- 15 - Jacqueline Quef-Allemant, Frans schrijfster (overleden 2021)
- 16 - Andrija Anković, Joegoslavisch-Kroatisch voetballer en voetbalcoach (overleden 1980)
- 16 - John Daly, Brits filmproducent (overleden 2008)
- 17 - Perry Dijkstra, Nederlands auteur, acteur en theatermaker (overleden 2010)
- 17 - Joke Hagelen, Nederlands hoorspelactrice
- 18 - Roald Hoffmann, Amerikaans theoretisch natuurkundige en Nobelprijswinnaar
- 21 - Viktor Mamatov, Sovjet-Russisch biatleet (overleden 2023)
- 22 - Chuck Jackson, Amerikaans soul- en r&b-zanger (overleden 2023)
- 25 - Colin Renfrew, Brits archeoloog (overleden 2024)
- 26 - Clifton Jones, Jamaicaans acteur (overleden 2025)
- 26 - Ben Keith, Amerikaans muzikant en muziekproducent (overleden 2010)
- 27 - Anna Dawson, Engels actrice
- 27 - Don Galloway, Amerikaans acteur (overleden 2009)
- 28 - Ditte Wessels, kunstenaar en fotograaf
- 29 - Ryutaro Hashimoto, Japans politicus (overleden 2006)
- 31 - Frans Körver, Nederlands voetbaltrainer (overleden 2024)

### augustus
- 2 - Garth Hudson, Canadees musicus (overleden 2025)
- 2 - Jaap Oudkerk, Nederlands wielrenner (overleden 2024)
- 3 - Peter van Gestel, Nederlands schrijver (overleden 2019)
- 3 - Andrés Gimeno, Spaans tennisser (overleden 2019)
- 3 - Agnes de Haas, Nederlands schrijfster (overleden 2008)
- 4 - David Bedford, Engels componist en muziekpedagoog (overleden 2011)
- 4 - Yvonne Reynders, Belgisch wielrenster
- 4 - Sergio Zaniboni, Italiaans stripauteur (overleden 2017)
- 5 - Brian Marsden, Brits astronoom (overleden 2010)
- 6 - Baden Powell, Braziliaans gitarist (overleden 2000)
- 6 - Henk Wesseling, Nederlands historicus (overleden 2018)
- 6 - Barbara Windsor, Engels actrice (overleden 2020)
- 8 - Dustin Hoffman, Amerikaans acteur
- 8 - Louis Neefs, Belgisch (Vlaams) zanger (overleden 1980)
- 8 - Cornelis Vreeswijk, Nederlands-Zweeds zanger en liedjesschrijver (overleden 1987)
- 10 - Andrij Biba, Sovjet-Oekraïens voetballer
- 11 - Dieter Kemper, Duits (baan)wielrenner (overleden 2018)
- 11 - Shel Talmy, Amerikaanse producer, songwriter en arrangeur (overleden 2024)
- 12 - Herman De Croo, Belgisch politicus
- 13 - Fong Leng, Nederlands modeontwerpster
- 17 - Gerrit Korteweg, Nederlands zwemmer
- 17 - Vera Veroft, Belgisch actrice (overleden 2014)
- 19 - Richard Møller Nielsen, Deens voetballer en voetbalcoach (overleden 2014)
- 19 - Gerard Mathijsen, Nederlands monnik
- 21 - Gustavo Noboa, Ecuadoriaans politicus; president 2000-2003 (overleden 2021)
- 22 - Johan Anthierens,  Belgisch journalist, columnist en publicist (overleden 2000)
- 22 - Hugo Verbrugh, Nederlands arts, filosoof en docent  (overleden 2024)
- 24 - Galina Semjonova, Russisch journaliste en Sovjet-Russisch politica (overleden 2017)
- 27 - Jay Silvester, Amerikaans atleet
- 27 - Moshé Zwarts, Nederlands architect (overleden 2019)
- 28 - Clem Cattini, Brits drummer
- 28 - A. Moonen, Nederlands schrijver (overleden 2007)
- 29 - Henk Hermsen, Nederlands waterpolospeler (overleden 2022)
- 31 - Guido de Moor, Nederlands acteur en toneelregisseur (overleden 1989)

### september

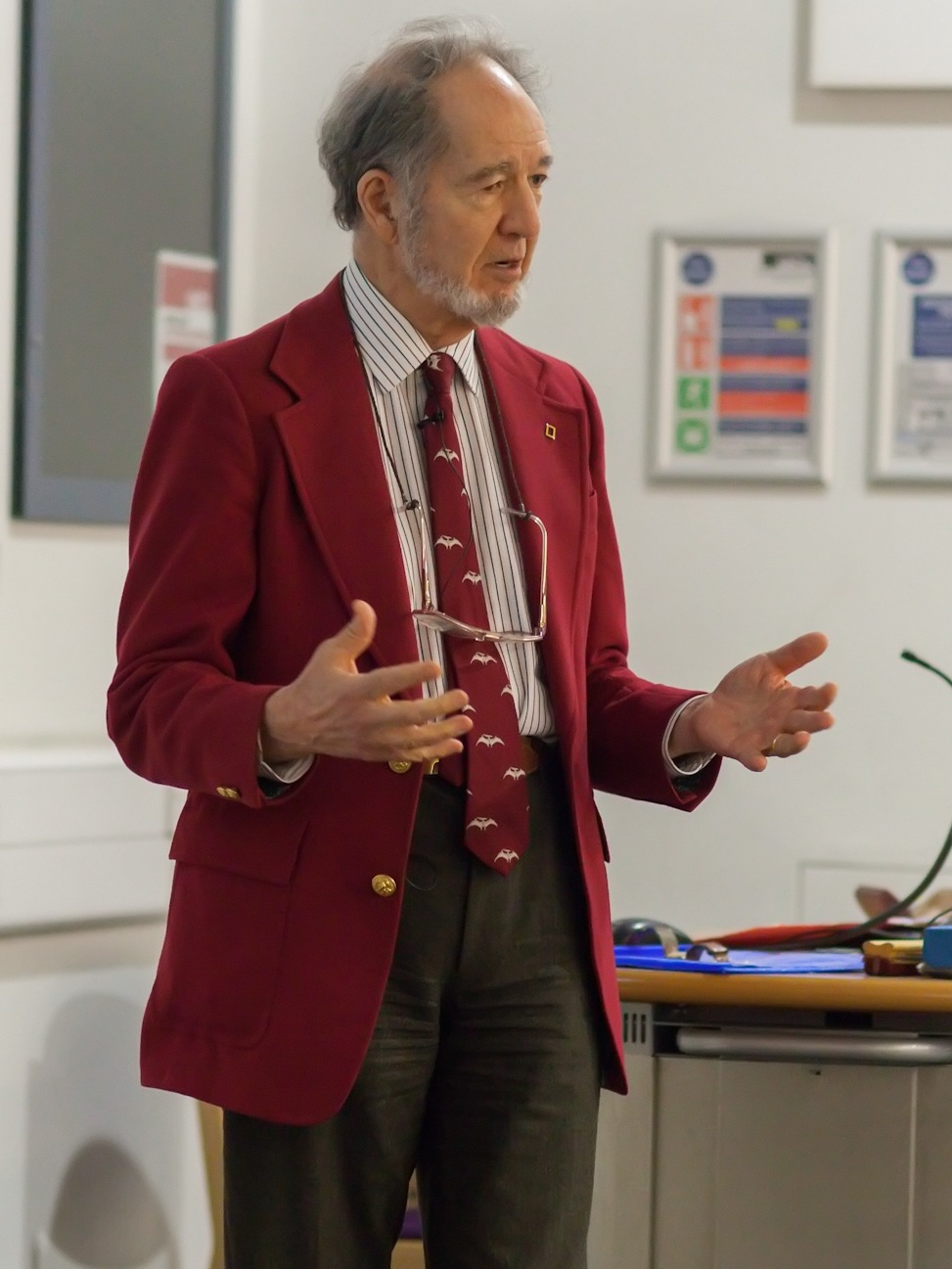
Jared Diamond (geboren 10 september 1937)

- 1 - Ilia Datoenasjvili, Georgisch voetballer (overleden 2022)
- 1 - Louis Debij, Nederlands slagwerker (o.a. The Amazing Stroopwafels) (overleden 2018)
- 1 - Don Edmonds, Amerikaans filmregisseur en -producent (overleden 2009)
- 2 - Adam Blacklaw, Schots voetballer (overleden 2010)
- 2 - Derek Fowlds, Brits acteur (overleden 2020)
- 4 - Dawn Fraser, Australisch zwemster
- 5 - Antonio Angelillo, Italo-Argentijns voetballer en trainer (overleden 2018)
- 5 - Klaas de Jonge, Nederlands mensenrechtenactivist (overleden 2023)
- 6 - John Bernard, Nederlands weerman (overleden 2024)
- 6 - Bosse Broberg, Zweeds jazztrompettist (overleden 2023)
- 6 - Anton Quintana, Nederlands schrijver (overleden 2017)
- 7 - John Phillip Law, Amerikaans acteur (overleden 2008)
- 10 - Jared Diamond, Amerikaans bioloog
- 11 - Erik Dietman, Zweeds schilder, tekenaar, glaskunstenaar en beeldhouwer (overleden 2002)
- 11 - Luigi Mele, Italiaans wielrenner (overleden 2023)
- 11 - Koningin Paola van België
- 11 - Antoine Vanhove, Belgisch bestuurslid van Club Brugge (overleden 2009)
- 12 - Gus Backus, Amerikaans zanger (overleden 2019)
- 14 - Renzo Piano, Italiaans architect en industrieel ontwerper
- 15 - Jacques d'Ancona, Nederlands journalist en voetbalscheidsrechter (overleden 2024)
- 15 - Robert Lucas jr., Amerikaans econoom en Nobelprijswinnaar (overleden 2023)
- 17 - Antonio Bautista, Filipijns gevechtspiloot en oorlogsheld (overleden 1974)
- 18 - Teake van der Meer, Nederlands (Fries) cabaretier en komiek (overleden 2020)
- 18 - Paul Van Grembergen, Belgisch politicus (overleden 2016)
- 19 - José Amoroso Filho, Braziliaans voetballer
- 19 - Henk Hofstede, Nederlands vakbondsbestuurder (overleden 2020)
- 19 - Paul Siebel, Amerikaans country- en folkgitarist en singer-songwriter (overleden 2022)
- 19 - Morris Tabaksblat, Nederlands ondernemer (overleden 2011)
- 20 - Margo Guryan, Amerikaans singer-songwriter, pianiste en producer (overleden 2021)
- 24 - Antoon van Hooff, Nederlands dierentuindirecteur en voice-over bij natuurfilms (overleden 2004)
- 24 - A.L. Snijders, Nederlands schrijver (overleden 2021)
- 26 - Joop Admiraal, Nederlands acteur (overleden 2006)
- 28 - Rob Agerbeek, Indonesisch-Nederlands jazzpianist (overleden 2023)
- 28 - Bob Schul, Amerikaans atleet (overleden 2024)
- 29 - Wim Udenhout, Surinaams politicus; premier 1984-1986 (overleden 2023)
- 29 - Nina Wang, Chinees ondernemer (overleden 2007)
- 30 - Gary Hocking, Zimbabwaans motor- en autocoureur (overleden 1962)

### oktober
- 1 - Hedy d'Ancona, Nederlands politica
- 1 - Peter Stein, Duits regisseur
- 4 - Jackie Collins, Amerikaans schrijfster, zus van actrice Joan (overleden 2015)
- 9 - Jules Croiset, Nederlands acteur
- 9 - Hubert Hermans, Nederlands psycholoog
- 9 - David Prophet, Brits autocoureur (overleden 1981)
- 11 - Bobby Charlton, Engels voetballer (overleden 2023)
- 12 - Jan Huberts, Nederlands motorcoureur (overleden 2016)
- 14 - Liselore Gerritsen, Nederlands zangeres en (tekst)schrijfster (overleden 2020)
- 15 - Linda Lavin, Amerikaans zangeres en actrice (overleden 2024)
- 16 - John Whitmore, Brits autocoureur en ondernemer (overleden 2017)
- 17 - Paxton Whitehead, Brits-Amerikaans televisie- en theateracteur, toneelregisseur en toneelschrijver (overleden 2023)
- 18 - Günther Seiffert, Duits autocoureur
- 23 - Giacomo Russo, Italiaans autocoureur (overleden 1967)
- 23 - Ben Schellekens, Nederlands  burgemeester (overleden 2024)
- 24 - Jozef Jankech, Slowaaks voetballer en voetbalcoach
- 27 - Michail Moestygin, Russisch voetballer (overleden 2023)
- 28 - Walter Capiau, Belgisch radio- en televisiepresentator (overleden 2018)
- 28 - Marcian Hoff, Amerikaans elektrotechnicus en uitvinder
- 28 - Almir Pernambuquinho, Braziliaans voetballer (overleden 1973)
- 29 - Jef Claerhout, Belgisch beeldend kunstenaar (overleden 2022)
- 29 - Michael Ponti, Duits-Amerikaans pianist (overleden 2022)
- 30 - Rudolfo Anaya, Amerikaans schrijver (overleden 2020)
- 30 - Claude Lelouch, Frans filmregisseur
- 30 - Cancio Garcia, Filipijns rechter (overleden 2013)
- 31 - Manfred Mohr, Duits autocoureur
- 31 - Saulzinho, Braziliaans voetballer

### november
- 4 - Loretta Swit, Amerikaans actrice (overleden 2025)
- 5 - Harris Yulin, Amerikaans acteur (overleden 2025)
- 6 - Ramsewak Shankar, Surinaams politicus
- 6 - Bert Vanheste, Belgisch literatuurwetenschapper en auteur (overleden 2007)
- 8 - Chen Yingzhen, Taiwanees schrijver (overleden 2016)
- 12 - Richard Truly, Amerikaans ruimtevaarder (overleden 2024)
- 12 - Janine van Wely, Nederlands actrice (overleden 2022)
- 14 - Vittorio Adorni, Italiaans wielrenner (overleden 2022)
- 19 - Kenneth Keith, Nieuw-Zeelands rechter
- 20 - René Kollo, Duits operazanger
- 20 - Pim van de Meent, Nederlands voetballer en voetbaltrainer (overleden 2022)
- 21 - Ben Bot, Nederlands diplomaat en politicus
- 21 - Anton Zijderveld, Nederlands socioloog en filosoof (overleden 2022)
- 22 - Tommy Aaron, Amerikaans golfer
- 22 - Nikolaj Kapoestin, Russisch componist en pianist (overleden 2020)
- 26 - Boris Jegorov, Russisch ruimtevaarder en arts (overleden 1994)
- 27 - Bootsie Barnes, Amerikaans jazzsaxofonist (overleden 2020)
- 28 - Oleg Kopajev, Sovjet voetballer (overleden 2010)
- 30 - Frank Ifield, Brits-Australisch zanger en presentator (overleden 2024)
- 30 - Luther Ingram, Amerikaans R&B/soulzanger en -songwriter (overleden 2007)
- 30 - Ridley Scott, Brits filmregisseur
- 30 - Tom Simpson, Engels wielrenner (overleden 1967)

### december
- 1 - Jan Leegwater, Nederlands politicus en burgemeester (overleden 2021)
- 2 - Harry Gasser, Filipijns televisiepresentator en nieuwslezer (overleden 2014)
- 2 - Brian Lumley, Brits schrijver (overleden 2024)
- 3 - Bobby Allison, Amerikaans autocoureur (overleden 2024)
- 3 - Carel Weeber, Nederlands architect (overleden 2025)
- 4 - Henriette Beukers-Lenselink, Nederlands publiciste, uitgever en ondernemer (overleden 2024)
- 6 - Alberto Spencer, Ecuadoraans voetballer (overleden 2006)
- 7 - Kenneth Colley, Brits acteur, filmproducent, filmregisseur en scenarioschrijver (overleden 2025)
- 7 - Roger Van Overstraeten, Belgisch wetenschapper (overleden 1999)
- 10 - Karel Schwarzenberg, Tsjechisch politicus en diplomaat (overleden 2023)
- 11 - Adriaan Vlok, Zuid-Afrikaans politicus (overleden 2023)
- 12 - Eugène Allonsius, Belgisch atleet
- 12 - Connie Francis, Amerikaans zangeres (overleden 2025)
- 12 - Michael Jeffery, Australisch politicus (overleden 2020)
- 12 - Roberto Benzi, Frans dirigent
- 13 - Rob Houwer, Nederlands filmregisseur en -producent (overleden 2025)
- 14 - Frans De Mulder, Belgisch wielrenner (overleden 2001)
- 15 - John Sladek, Amerikaans schrijver (overleden 2000)
- 15 - Ine Veen, Nederlands actrice, fotomodel en zangeres
- 17 - John Kennedy Toole, Amerikaans schrijver (overleden 1969)
- 17 - Jaime Lerner, Braziliaans architect en politicus (overleden 2021)
- 17 - Isao Morishita, Japans motorcoureur
- 18 - Jan Schrooten, Belgisch dirigent en organist (overleden 2020)
- 19 - Osvaldas Balakauskas, Litouws componist en diplomaat
- 19 - Joseph Byrd, Amerikaans toetsenist en componist
- 21 - Jane Fonda, Amerikaans actrice
- 23 - Karol Bobko, Amerikaans ruimtevaarder (overleden 2023)
- 23 - Maurice Peiren, Belgisch atleet (overleden 2011)
- 25 - Ginger Molloy, Nieuw-Zeelands motorcoureur
- 26 - John Conway, Engels wiskundige (overleden 2020)
- 28 - Ratan Naval Tata, Indiaas zakenman en filantroop (overleden 2024)
- 29 - Dieter Thomas Heck, Duits presentator, schlagerzanger en acteur (overleden 2018)
- 29 - Gerben Hellinga, schrijver van toneel- en televisiestukken, thrillers, theaterrecensent VN, I Tjing specialist
- 30 - Gordon Banks, Engels voetbalkeeper (overleden 2019)
- 30 - Luciano Lutring, Italiaans mitrailleur- en pen(seel)artiest (overleden 2013)
- 31 - Anthony Hopkins, Welsh acteur
- 31 - Barry Hughes, Welsh voetbaltrainer en zanger (overleden 2019)
- 31 - Paul Spiegel, Duits journalist, zakenman en verenigingsvoorzitter (overleden 2006)

### datum onbekend
- Doris Pilkington Garimara, Aborigines schrijfster bekend van Follow the Rabbit-Proof Fence (overleden 2014)
- Aart Gisolf, Nederlands arts, columnist en presentator
- John Graves, Amerikaans autocoureur
- Jan Heemskerk sr., Nederlands journalist (Panorama, Playboy) en columnist (overleden 2021)
- Dave Helmick, Amerikaans autocoureur (overleden 2019)
- Else Hoog, Nederlands vertaalster
- Erich Offierowski, pseudoniem Stephan Lego, Duits producer en tekstdichter (overleden 2019)
- Francesco Pavan, Italiaans beeldend kunstenaar

## Overleden
januari
- 6 - Broeder André (90), Canadees heilig verklaarde broeder
- 7 - Jean Henri Telders (60), Nederlands jurist
- 14 - Harold Samuel (57), Brits pianist
- 23 - Orso Mario Corbino (60), Italiaans natuurkundige en politicus
- 30 - Henri Duvernois (61), Frans schrijver

februari
- 3 - Jan Bijl, Nederlands redder (KNZHRM)
- 7 - Elihu Root (92), Amerikaans jurist en politicus
- 10 - Franciscus Kenninck (77), oudkatholiek aartsbisschop van Utrecht
- 11 - Walter Burley Griffin (60), Amerikaans architect en landschapsarchitect
- 16 - Pakoe Alam VII (54), vorst van Pakoealaman
- 17 - Max Weber (84), Duits-Nederlands zoöloog

maart
- 4 - J.C.C. Tonnet (70), Nederlands militair
- 8 - Albert Verwey (71), Nederlands letterkundige
- 9 - Alfred Flechtheim (58), Duits kunsthandelaar, kunstverzamelaar, galeriehouder en uitgever
- 10 - Jevgeni Zamjatin (53), Russisch schrijver
- 12 - Jenő Hubay (78), Hongaars componist en violist
- 12 - Charles-Marie Widor (93), Frans componist en organist
- 13 - Elihu Thomson (83), Amerikaans elektrotechnicus en uitvinder
- 14 - Kees Dunselman (59), Nederlands kunstschilder
- 15 - Howard Phillips Lovecraft (46), Amerikaans schrijver
- 16 - Austen Chamberlain (73), Brits politicus
- 25 - John Drinkwater (54), Brits toneelschrijver
- 30 - Karol Szymanowski (54), Pools componist
- 31 - Ferrand Whaley Hudig (53), Nederlands kunsthistoricus

april
- 4 - Abdelhafid (82), sultan van Marokko (1908–1912)
- 5 - Charles Maskens (57), Belgisch diplomaat
- 13 - Frits van Duinen (77), Nederlands operazanger
- 20 - Feike van der Wal (63), Nederlands vakbondsleider
- 21 - Jaap Been (91), Nederlands redder
- 25 - Clem Sohn (26), Amerikaans parachutist-showman

mei
- 9 - Fridthjov Anderssen (61), Noors componist en organist
- 9 - Samuel Pothuis (63), Nederlands politicus
- 10 - Willem Alberda van Ekenstein (79), Nederlands scheikundige
- 12 - Samuel Alexander Kinnier Wilson (58), Brits neuroloog
- 15 - Philip Snowden (72), Brits politicus
- 23 - Ko van Dijk sr. (56), Nederlands acteur
- 23 - Louise Mayart (81), Belgisch politica en feministe
- 23 - John D. Rockefeller (97), Amerikaans zakenman
- 28 - Alfred Adler (67), Oostenrijks psycholoog en psychiater
- 29 - Theodorus Willem van Lidth de Jeude (84), Nederlands zoöloog en herpetoloog

juni
- 2 - Louis Vierne (66), Frans organist en componist
- 3 - Emilio Mola (49), Spaans generaal (neergestort)
- 4 - Helmut Hirsch (21), Duits verzetsstrijder/terrorist (executie)
- 7 - Jean Harlow (26), Amerikaans actrice en sekssymbool
- 7 - Henri van Wermeskerken (55), Nederlands schrijver
- 7 - Agostino Zampini (78), Italiaans bisschop
- 8 - Georges Van Winckel (75), Belgisch politicus
- 9 - Antoni Rubió i Lluch (80), Catalaans geschiedkundige, eerste voorzitter van het Institut d'Estudis Catalans
- 17 - Maurice Dumas (58), Nederlands zanger en humorist
- 18 - Gaston Doumergue (73), Frans politicus
- 19 - James Barrie (77), Schots auteur van onder meer Peter and Wendy (het boek over Peter Pan) en dramaturg
- 19 - Willy den Turk (29), Nederlands zwemster
- 22 - Jean-Joseph Rabearivelo (34 of 36), Malagassisch dichter
- 25 - Ludwig Willem Reymert Wenckebach (77), Nederlands kunstschilder en graficus
- 28 - Max Adler (64), Oostenrijks politiek filosoof

juli
- 3 - Edward B. Koster (75), Nederlands dichter
- 4 - Jan van Tecklenburg (83), Nederlands politicus
- 7 - Ake Hammarskjöld (44), Zweeds jurist
- 11 - George Gershwin (38), Amerikaans componist en tekstschrijver
- 17 - Gabriele Pierné (73), Frans componist
- 20 - Guglielmo Marconi (63), Italiaans natuurkundige
- 23 - Varnava Rosić (56), patriarch van Servië
- 31 - Hélène Cals (36), Nederlands zangeres

augustus
- 12 - Bakr Sidqi (ca. 47), Irakees generaal
- 19 - Joseph Asscher (65), Nederlands diamantair
- 23 - Albert Roussel (68), Frans componist
- 27 - Andrew Mellon (82), Amerikaans zakenman
- 27 - Lionel Walter Rothschild (69), Brits zoöloog
- 30 - Adele Sandrock (74), Nederlands-Duits actrice

september
- 2 - Pierre de Coubertin (74), Frans historicus, pedagoog en oprichter Olympische Spelen
- 7 - Esther de Boer-van Rijk (84), Nederlands actrice
- 8 - Felix Abraham (36), Duits seksuoloog
- 14 - Louis Delfau (66), Frans schilder
- 14 - Tomáš Masaryk (87), Tsjechoslowaaks politicus
- 15 - Herman Robbers (69), Nederlands schrijver
- 26 - Bessie Smith (43), Amerikaans blueszangeres
- 26 - Marie Heijermans (78), Nederlands kunstschilderes
- 29 - Ray Ewry (63), Amerikaans atleet

oktober
- 13 - Toon Dupuis (60), Nederlands beeldhouwer
- 14 - Robert Underwood Johnson (84), Amerikaans journalist en diplomaat
- 17 - Bruce Ismay (74), Brits scheepsmagnaat
- 17 - Antônio Parreiras (77), Braziliaans kunstenaar
- 19 - Antonio Jayme (83), Filipijns jurist en politicus
- 19 - Ernest Rutherford (66), Nieuw-Zeelands natuurkundige en Nobelprijswinnaar

november
- 7 - Leo Guit (52), Nederlands politicus
- 8 - Sam Präger (83), Nederlands musicus
- 9 - Ramsay MacDonald (71), Brits politicus
- 14 - Nicolaas Bosboom (82), Nederlands militair en politicus
- 15 - Carel Eliza ter Meulen (70), Nederlands bankier
- 22 - Len Hurst (65), Brits atleet
- 22 - Philip Alexius de László (68), Hongaars-Brits schilder

december
- 1 - Thubten Chökyi Nyima (54), Tibetaans geestelijk leider (pänchen lama)
- 3 - Prosper Poullet (69), Belgisch politicus
- 11 - Jaan Anvelt (53), Estisch communistisch politicus
- 12 - Isaac Hijmans (68), Nederlands jurist
- 12 - Louis Henri van Lennep (51), Nederlands bestuurder
- 14 - Bertha Waszklewicz-van Schilfgaarde (87), Nederlandse vredesactivist en publicist
- 19 - Gerard Vissering (72), Nederlands bankier
- 20 - Erich Ludendorff (72), Duits generaal
- 21 - Frank Kellogg (80), Amerikaans diplomaat en politicus
- 28 - Maurice Ravel (62), Frans componist
- 31 - Ernesto de Curtis (62), Italiaans componist
- 31 - Louis Franck (69), Belgisch politicus

## Weerextremen in België
- 28 februari: Slechts 2 vorstdagen in Ukkel.
- winter: Na 1916 winter met hoogst aantal neerslagdagen: 73 (normaal 55,2).
- 4 mei: 41 mm neerslag in Stavelot en 81 mm op de Baraque Michel (Jalhay)…
- 25 mei: Maximumtemperatuur in Oostende tot 28,8 °C.
- mei: 7 zomerdagen in Ukkel (record samen met 1989).
- 27 oktober: Maximumtemperatuur tot 21,0 °C op de Baraque Michel (Jalhay) en in Forges (Chimay) en 24,1 °C in Ukkel.

Bron: KMI Gegevens Ukkel 1901-2003  met aanvullingen 